# أوغست ستريندبرغ
أوغست ستريندبرغ أو أوجست سترنديرج (بالسويدية: Johan August Strindberg) / ا (1849 1912 م) هو روائي وكاتب مسرحي سويدي، عاش حياة حافلة بالإنتاج الغزير وبالأحداث المثيرة والعجيبة وهو من معاصري (ابسن Ibsen) وتشيكوف Chekhov وبه يكتمل الثلاثي الرائد الذي قاد حركة المسرح الحديث منذ أواخر القرن الماضي إلى مطالع القرن العشرين، وأعطاه ملامح التجديد فيه. كتب (سترندبرج) أنواعاً عديدة من المسرحيات، فهناك مسرحياته التاريخية ومسرحياته الطبيعية نسبة إلى المذهب الطبيعي ثم مسرحياته الشاعرية الخيالية التي تميز بها بين كتاب عصره، ولعل هذا يعود إلى طبيعة العبقرية والجنون في شخصيته مما جعل حياته وتقلباتها مصدراً من أهم مصادر أعماله الأدبية وجعل دراستها من أهم العوامل لفهم مسرحياته.

## حياة عاصفة
لقد ورث (سترندبرج) توتره العصبي والنفسي من واقع معاناته نتيجة طفولته البائسة في أسرة تتكون من أم تنتمي لعائلة فقيرة، وكانت تعمل في محل لبيع المسكرات أما الأب فهو من بقايا عائلة أرستقراطية قديمة لا يقوى على إعالة أسرته الكبيرة التي تضم عددا من الأطفال الجائعين ولقد أوجدت قسوة الوالد في توجيه أطفاله عدة عقد في نفس الطفل العبقري (سترندبرج) الذي أصبح عصبي المزاج، حاد الطباع لا يقوى على كبح جماح غضبه، لقد كره الدراسة الكنسية التي فرضها والده عليه وقرر أن يكون كافراً بالعقيدة المسيحية ثم اتجه لدراسة الطب فوجد نفسه أبعد ما يكون عنها. ثم تقلب في القيام بعدة أعمال منها التدريس ومكتب البرقيات والصحافة. ثم مارس التمثيل فترة إلى تم تعيينه في المكتبة الملكية بستوكهولم في الفترة من 1874 م إلى 1882 م وهي الفترة التي لأحس فيها بشيء من الاستقرار. وفي سنة 1877 م تم زواجه الأول من الممثلة SiriVon Essen التي طلقت زوجها من أجله، لكن رواسب القهر والحرمان والشك في أعماق (سترندبرج) جعلت من هذا الزواج عاصفة هوجاء تدمر كل شيء وربما كان الصراع المحتدم في نفسه بين مكانة أمه الوضيعة وأرستقراطية والده الضائعة والطفولة البائسة هي التي جعلت منه فنانًا متفردًا بكراهية كل النساء وربما لم يدرك سترندبرج نفسه هذا لكنه انعكس على أعماله الفنية وسلوكه الشخصي فجدد التجربة المريرة ثانية حين تزوج من صحفية فينيسية تدعى Frida Uhl وتحول هذا الزواج إلى تجربة مريرة أخرى دمرته في اقل من عام كانت عاصفة من المشكلات والشكوك وأصبح واضحاً أن موقف (سترندبرج) من المرأة والزواج موقفًا مَرَضيًا وبعدها أصيب (سترندبرج) بانهيار عصبي أقعده خمسة أعوام بعيدًا عن الحياة الأدبية خرج بعدها إلى تجربة زواج ثالث فاقترن بالممثلة الشابة Harriet Bosse سنة 1901 م فعاشت بعده نصف قرن وماتت سنة 1962 م.

## العبقرية والجنون
وطوال سنوات حياته العاصفة التي عاشها (سترندبرج) لم تكف عبقرية الجنون عنده عن العطاء الفني المتميز الذي عكس بالطبع تجاربه المتقلبة مع الحياة المريرة مع المرأة.
وقد أثمر زواجه الأول مجموعة من القصص هاجم فيها جنس النساء وحركة المرأة فصدرت في كتاب بعنوان (متزوج) Married من مجلدين الأول صدر سنة 1884 م والثاني سنة 1886 م وتصور هذه القصص المرأة بأنها طاغية، وكائن شرس لا يندم، وأنها خلقت لتستغل الرجل وتعبث به.
ومر (سترندبرج) بعدة مراحل فكرية تقلب فيها بين المذاهب فأصبح Deist يؤمن بالله وداعية لإقرار السلام Peacifist وترك استخدام العنف وأصبح نصيراً لفكرة المذهب الاشتراكي في الأدب الموجه لمنفعة المجتمع وآمن بنظرية جان جاك روسو التي تقول بأن مستقبل الحضارة يكمن في العودة إلى الطبيعة وحياة الفلاح البسيط ثم تأثر بفكرة الرجل الخارق The Superman عند الفيلسوف نيتشة Nietzsche التي أعانته في الخروج على الإعراف الاجتماعية وهو يعتبر من أعمدة المذهب الطبيعي Naturalism الذي دعا إليه (زولا Zola) في الأدب وتأثر به المسرح أكثر من غيره من الفنون. وإن كانت الملامح الواقعية قد بدأت تظهر في مسرح (سترنديرج) من مرحلة مبكرة، إلا إنها إزدادت وضوحًا بعد إطلاعه على نظرية (زولا) عن (الطبيعية) سنة 1883 م. وقد كان أثر هذه النظرية واضحًا في أعماله الواقعية الطبيعية وخاصة مسرحيتي (الأب) The Father 1888، والآنسة جوليا الآنسة جولي 1888 م وقد أصبحت هاتان المسرحيتان خير مثال للمذهب الطبيعي وللنظرية العلمية المادية وهو ما قال به أوجست كونت، ودارون.

## مسرحية الأب
نشرت مسرحية (الأب) سنة 1887 م، وهي تتصدر أعمال (سترندبرج) في معركة الصراع بين الرجل والمرأة أو على الأصح هي أهم ما كتب في خصومته للمرأة والأب في هذه المسرحية هو عالم متخصص في علم المعادن كرّس حياته للبحث العلمي ولم يكن ينكد عليه حياته إلا زوجته (لورا) ولقد بدأت الخصومة بينهما بسبب خلافهما حول تعليم ابنتهما (بيرتا). فالأب يرغب في إرسال ابنته لمدرسة داخلية ليبعدها عن الأثر السيئ الذي يخلفه الجلوس مع النساء بالبيت، في حين تعارض أمها ذلك ولكي تضعف الزوجة قدرته على إتخاذ القرار أوحت إليه بأنه ليس هناك ما يؤكد أن (بيرتا) ابنته. ويستفز الرجل ويبدأ يفقد تماسكه العصبي ثم تجبره إلى أن يقذف في وجهها بمصباح الإضاءة المضاء فتتخذ من ذلك دليلاً على جنونه لتقنع به طبيبه وخادمته المخلصة وحتى القسيس الذي كان مقتنعًا تمامًا بأنها مخطئة تستميله فيقع ضحية مكر المرأة ويوضع الزوج في حبس المجانين. ومن هنا يرى (سترندبرج) أن الحياة حرب يقع فيها الفرد تحت رحمة ظروف بيئته القاسية، وأن الحب في نظره هو «معركة بين زوجين كتب عليهما أن يدمر كل منهما الآخر في محاولة التوحد».

## الآنسة جوليا
أما مسرحية (الآنسة جوليا) فهي أكثر من مسرحية (الأب) في التزامها بالمذهب الطبيعي بل إنها كما يرى النقاد أكثر التزامًا من مسرحيات (زولا) نفسه. والمسرحية عبارة عن صراع بين إرادتين كما هو الحال في مسرحية (الأب) غير أن شخصيات هذه المسرحية أكثر تعقيدًا من الأولى فالآنسة جوليا تعيش في قصر والدها (الكونت) الأرستقراطي القديم والكارة للنساء، ورثت الآنسة جوليا عن لأمها عاطفتها المشبوبة ومقتها للرجال لكن والدها أنشأها كما لو كانت رجلا. وتلحظ (جوليا) فتوراً في علاقتها مع خطيبها كنتيجة لمحاولتها السيطرة عليه. وفي ليلة عيد القمر May Eve يهيئ الجو الساحر عواطفها فتخرج تراقص خادم القصر (جين) وتعينه على أغوائها، وفي محاولة لإنقاذ شرفها الضائع وعدم مقدرتها على مواجهة والدها تقترح على الخادم الهرب معه، فيقول لها أنهما يستطيعان شراء فندق في إيطاليا بمالها يديرانه معا. وتقرر عندئذ سرقة مال والدها لكن (الكونت) يعود قبل أن تتمكن من السرقة وتخمد شجاعة (جين) ويعود لطبيعته خادمًا ذليلاً أمام سيده، فتعود إليه (جوليا) فيخذلها ويقترح عليها أنه ليس أمامها سوى الانتحار فتنفذ اقتراحه وهي في شبه غيبوبة! وهكذا جعل (سترندبرج) الآنسة (جوليا) تسقط منحية لعوامل البيئة والوراثة، فالليل الساحر تحت ضوء القمر هيأ سبيل الغواية مع الخادم وعوامل الوراثة المتناقضة فيما ورثته عن أبويها أسهمت في إرباكها فكريًا وعمليُا ومن ثم سقوطها ضحية لهذا كله. ومع ذلك فلم يتوقف إسهام سترندبرج عند حدود (الطبيعية) بل تجاوزها ليصبح أحد أعمدة (التعبيرية) المبدعين.

## مسرح الحلم
تعرض الكاتب المسرحي السويدي أوجست سترندبرج في منتصف حياته الفنية إلى أزمة روحية وانهيار عصبي أدى به إلى الجنون تقريباً في الفترة من 1892 م إلى 1898 م وهي الفترة التي لم ينتج فيها أي عمل أدبي، وبعدها بدأ سترندبرج مرحلة جديدة في حياته الأدبية فأصبح من أوائل وأهم الأدباء العالميين الذين وظفوا طاقات العقل الباطن في أعمالهم الفنية والدراما خاصة، واتجهت اهتماماته من الطبيعية والنظرية العلمية المادية إلى دراسة الأديان الشرقية، وفلسفة شوبنهور Schopenhauer ونيتشة Nietzsche. وهكذا نجده في سنة 1898 م يعود إلى الحياة الأدبية بطاقة مبدعة فيكتب في أقل من إثني عشر عاماً ما يزيد عن ثلاثين مسرحية جديدة.

## رائد الاتجاه النفسي
ورغم الشهرة الواسعة التي حققها سترندبرج بمسرحياته الطبيعية الواقعية مثل (الأب) و (الآنسة جوليا) وغيرها من المسرحيات التي تدور حول الصراع بين الرجل والمرأة إلى جانب مسرحياته التاريخية، إلا أنه اكتسب مكانة عالمية أكبر بالمسرحيات التي كتبها بعد فترة الجنون وأصبح رائد الاتجاه النفسي في المسرح بمسرحيات (الحلم والعقل الباطن). فإلى جانب الأزمة النفسية التي مرَّ بها، رسمت له مسرحيات موريس ميترلنك Murice Maeterlinck (1861 - 1949 م) رائد المدرسة الرمزية في المسرح بعض المعالم على طريقه الجديد ثم كان الأثر الكبير الذي أحدتثه نظريات سيجموند فرويد Sigmund Freud (1856 - [[1939 م) وما قدمه من نظرية في تفسير الأحلام وتحليل العقل الباطن وعلاقته بسلوك الإنسان. فوجد كُتاب المسرح وفي مقدمتهم سترندبرج من هذه النظرية النفسية أساسًا يقيمون عليه تفسير سلوك أبطالهم.

## الطريق إلى دمشق
وهكذا بدأ سترندبرج يكتب (مسرحياته التعبيرية) Expressionistic Drama، وهي المسرحيات التي تسمى (مسرحيات الحلم (Dream Play) و (مسرحيات الغرف الصغيرة أو الخاصة) (Chamber plays) وهذا المصطلح الأخير يتفق مع رؤيته للمسرح التي تقول بأن كل من صالة الجمهور وخشبة المسرح يجب أن تكون صغيرة الحجم مختصرة وخالية من المبالغة. المهم أن هذا النوع من المسرحيات جعل سترندبرج يتميز عن غيره من معاصريه، وكان أول ما كتب من هذا الاتجاه ثلاثيته المشهورة (الطريق إلى دمشق). (The Road to Damascus) صدر منها الجزء الأول والثاني سنة 1898 م والجزء الثالث سنة 1901 م، وهي كما هو معروف مستمدة من حياته الشخصية، فالبطل يتخلى شيئاً فشيئاً عن ممتلكاته الدنيوية من ضمنها الشهرة والنساء، وعندما لم يبقَ هناك شيء يتجه إلى دير غير طائفي ولا متعصب للعقيدة المسيحية فيكرّس حياته لخدمة الإنسانية جمعاء تقول له إحدى الشخصيات من المسرحية: «لقد بدأت حياتك بقبول كل شيء ثم مضيت فأنكرت كل شئ والآن تنتهي حياتك بمحاولة استيعاب كل شيء»، ولا شك أن هذه المسرحية تصور أحلام وطموحات سترندبرج من معانقة الإنسانية ومحاولته الخروج من الموضوعات المحدودة كموضوع الصراع بين الجنسين. وفي هذه المسرحية كما في غيرها من المسرحيات التي لحقتها يحاول المؤلف أن يصور قصة شعور الإنسان بالضياع وعدم الانتماء والبحث عن معنى في عالم لا يمكن فهمه (من وجهة نظره) من خلال التعرض لبعض القضايا كالحب والشهوة، والروح والجسد، والجمال والقبح.

## لماذا يشقى الإنسان؟
وتعتبر (مسرحية حلم) (The Dream play) 1902 م أهم وأشهر مسرحياته الأخيرة لأنها تقدم لنا خلاصة اهتماماته الفكرية وتقدم لنا صورة للشكل الدرامي عنده الذي كان المثال الذي احتذاه كُتاب المسرح غير الواقعي الذين جاؤوا من بعده، وخاصة أتباع التعبيرية في ألمانيا. كتب سترندبرج في مقدمة هذه المسرحية يقول: (حاول المؤلف أن يحاكي ما يبدو منطقياً ولكن غير مترابط في شكل الحلم. فكل شيء ممكن الحدوث وكل شيء ممكن ومعقول، ولا وجود للزمن والمساحة، والأحداث تدور على أرضية غير واقعية، الخيال هو الذي يخطط للأحداث وهو الذي يعطيها صورها المعقولة وغير المعقولة والمجردة. (إن الوعي الذي يسيطر على كل شيء هو وعي الحالم وأمامه لا توجد أسرار ولا تناقضات، ولا تحفظات ولا قوانين) هذه هي طبيعة الحلم كما وصفه فرويد ووضعه سترندبرج في شكل فني.
تبدأ مسرحية الحلم بحوار بين أحد الألهة الهندية الوثنية وابنته إندرًا تقول له إها ترى في حياة البشر جمالاً ولكنها تسمع أنيناً ومعاناة، وتتسائل لماذا يشقى الإنسان، فينصحها والدها أن تخرج إلى الأرض لتعرف حقيقة معاناة الإنسان. فما أن تصل حتى تجد رجلاً (الكابتن) سجيناً في قلعة تقع على كومة قاذورات ولكن على قمتها أصص لزهور الأقحوان (وهذا رمز لحال الإنسان في الدنيا) فتحرره من القلعة وينطلقان معاً للبحث عن سبب معاناة الإنسان. وتتغير طبيعة الشخصيات فيتحول الكابتن إلى محام ثم إلى شاعر وتصبح أندرا زوجة المحامي، ولكنها تجد التعاسة تصاحب كل مظاهر التجربة الإنسانية من الطفولة والشباب والحب والزواج والعمل والبطالة. الحياة أوهام وأحلام. هناك باب تتمنى الفتاة فتحه. الخدم يتشاجرون ويختلفون حول ما يمكن أن يكون وراء هذا الباب وعندما يفتح الباب لا يجدون شيئاً، هناك ضابط ينتظر أبدياً وصول حبيبته فيكتوريا من الأوبرا ويطول انتظاره ولكن فكتوريا لا تعود.
ملحوظة: في إطار علاقة سترندبرج بالثقافة العربية الإسلامية، نشير إلى مسرحية صغيرة كتبها سترنبرج في أواخر حياته عنوانها «حذاء أبي القاسم» ينظر في هذا الشأن إلى مقالة الأستاذ عبد الإله القصراوي بعنوان «ألف ليلة وليلة المسرح الأوروبي يتماهى معها في دلال» مجلة الرافد العدد 178 .

## فلسفة سترندبرج
وفي الأخير نلتقي بفلسفة سترندبرج على لسان الشاعر الذي يعطينا تفسيره وهو أن العالم مبتلى بالصراع بين قوتين قوة الروح وقوة الجسد، الخير والشر، يعاني الإنسان في دنياه لأنه معلق بين الأرض والسماء، حائر بين أشواقه الروحية التي تدعوه إلى السمو وبين شهواته الدنيوية التي تجره إلى الأرض. ويرى سترندبرج أن الفهم والتسليم بمصائب الحياة يُعلمان الصبر على البلاء وأن لا سبيل لسعادة الإنسان إلا بخلاص الروح من كل القيود المادية التي تثقلها وتجرهاه إلى وحل الأرض!
وهو يلتقي مع التصور الإسلامي في وضع يده على مآسي الإنسان ومتاعبه في دنياه وتمزقه بين محاولة السمو بروحه والخضوع لشهواته ولكنه يختلف مع التصور الإسلامي في الحل الذي يضعه إذ لا يمكن لإنسان أبداً أن يتحرر من ثقله المادي ولكنه يستطيع أن يوازن بين المطالب بلا إفراط ولا تفريط وعندئذ يكون الثقل المادي عوناً على سمو الإنسان بروحه وهذا ما لم تدركه فلسفة سترندبرج التي لا تعرف الوسطية. فلسفة العبقرية والجنون.

## عود على بدء
لم تجعل مسرحيات الحلم واللا شعور سترندبرج ينقطع تماماً عن موضوعاته الأثيرة الأولى التي بدأ بها حياته المسرحية، ففي سنة 1899 م عاد إلى المسرحيات التاريخية بعد أن هجرها لمدة سبعة عشر عاماً فأصبح أكثر من ثلث مسرحياته الأخيرة يعالج موضوعات تاريخية. ولم تقتصر موضوعاته التاريخية على تاريخ السويد فقط، بل امتد إلى رقعة واسعة من العالم ولعدة عصور وتميزت هذه الأعمال باختلاف كل مسرحية عن الأخرى في الأسلوب والبناء الدرامي.
وبالمثل لم يتخل سترندبرج عن موضوعه الأثير (الصراع بين الرجل والمرأة) أو معركة الجنسين التي بدأها بمسرحيته الأب و (الأنسة جوليا)، فعاد وكتب مسرحية (رقصة الموت) Dance of Death)) سنة 1901 م بالأسلوب الواقعي الطبيعي، فنجد أدجر بطل المسرحية لا يختلف كثيراً عن سترندبرج في واقعة وسلوكه. يعيش الكابتن أدجر وزوجته إليس منذ خمسة وعشرين عاماً في جزيرة نائية في جو من الكراهية والمعاناة.
يصف أدجر حياته فيقول: (الحياة غريبة، ومتناقضة وقاسية.. الناس هم الناس كما عرفتهم منذ طفولتي قساة غلاظ وهآنذا أصبحت مثلهم). تأتي شخصية كيرت بعد غياب خمسة عشر عاما فيحاول إنقاذ الزوجين من الحياة التعسة التي يعيشانها لكنه لا يلبث أن ينغمس فيها حين يرتبط بعلاقة مع إليس ويحاول قتل زوجها. وفي الجزء الثاني يعمل كيرت على خداع إليس وفي لحظة الانتصار يموت كيرت بالسكتة القلبية. وعندئذ تشعر إليس أنها مذنبة وأنه كان عليها أن تحب زوجها برغم الكراهية التي تحملها له!
وتؤكد هذه المسرحية أن معركة الجنسين أو علاقة الحب والكراهية بين الرجل والمرأة ظلت تشغل سترندبرج طوال حياته، حيث نجد أن تصويره لهذه العلاقة من هذه المسرحية يفيض بمرارة أكثر مما احتوته مسرحياته الأولى! .

## معرض صور

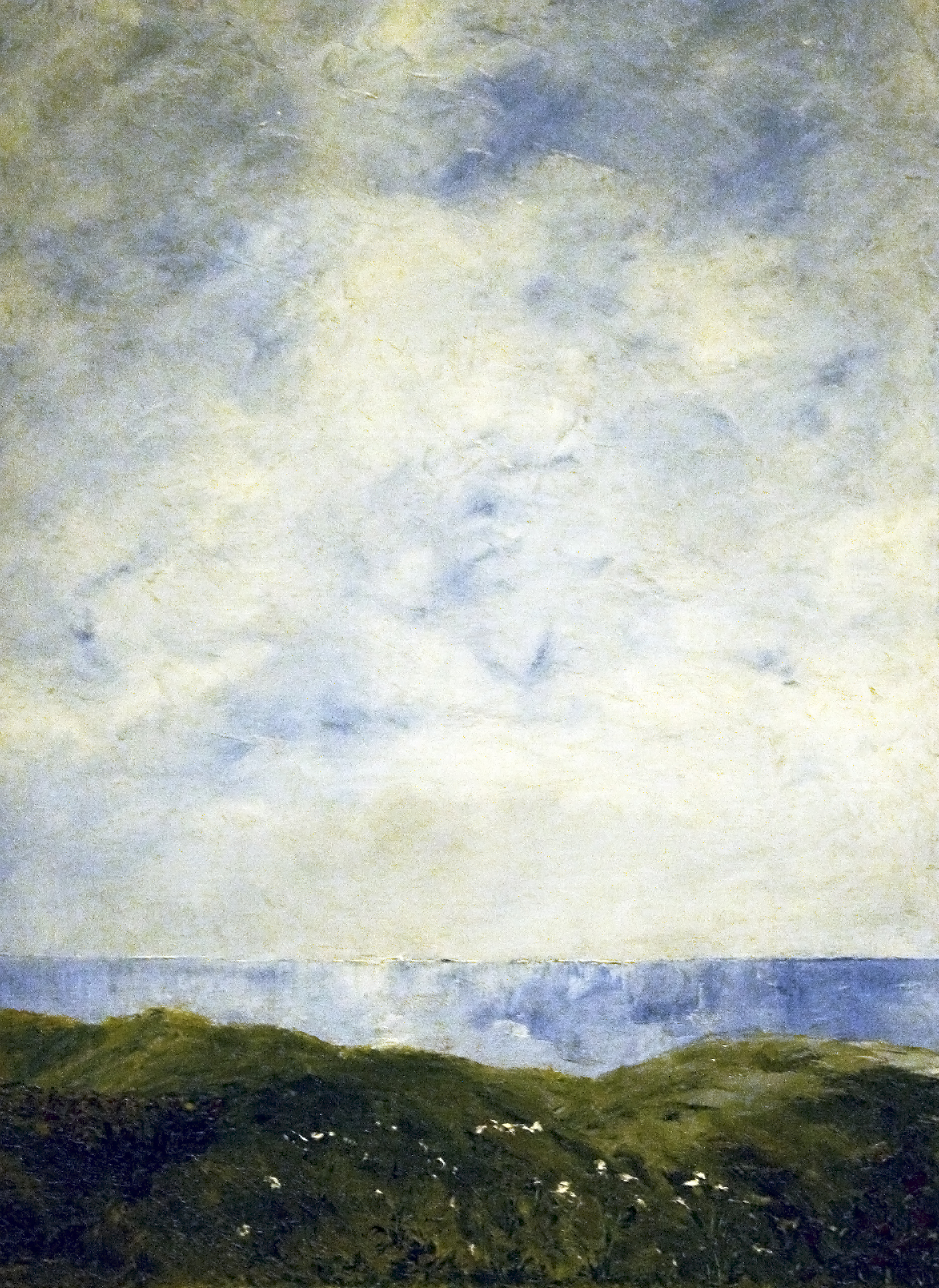
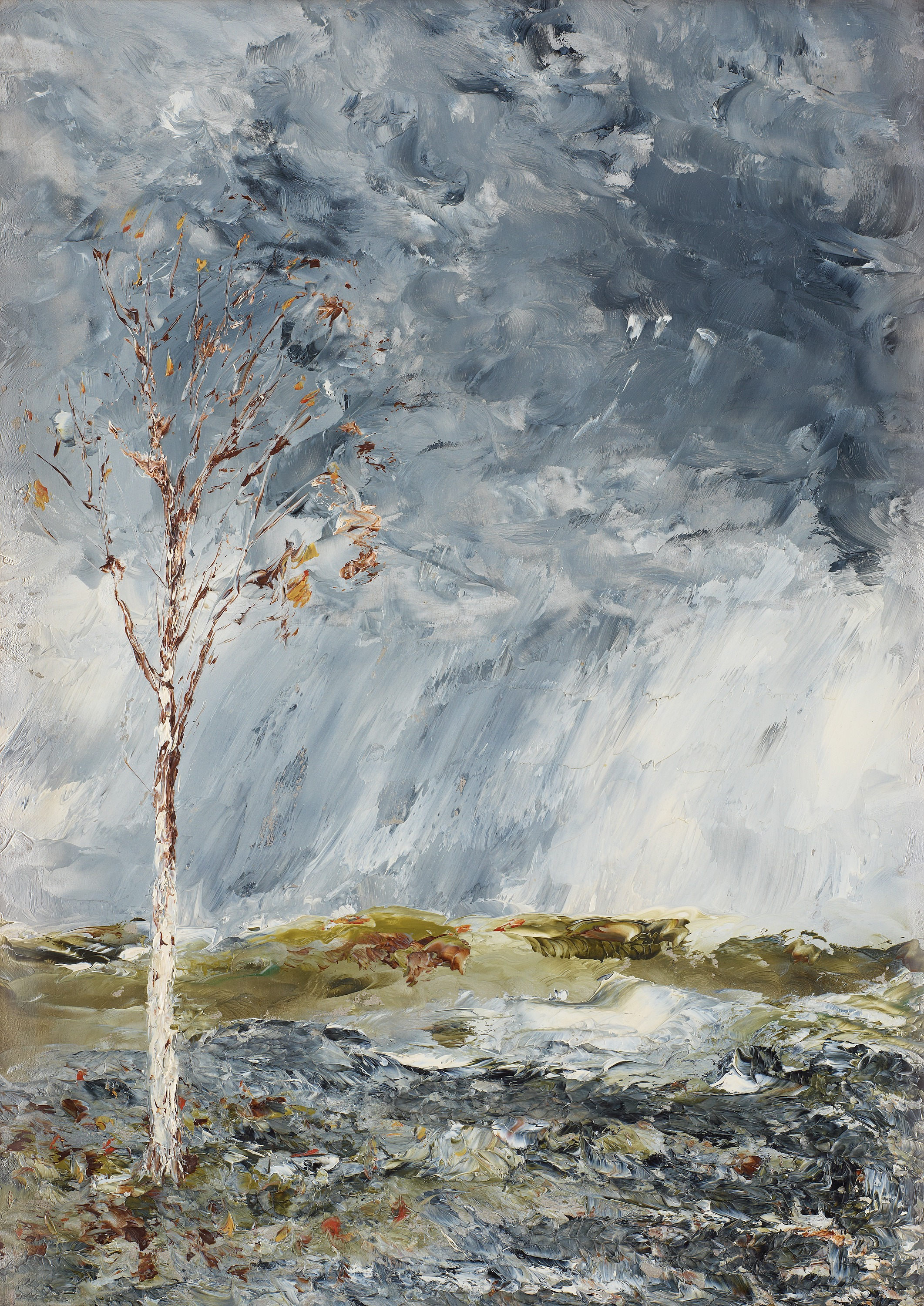
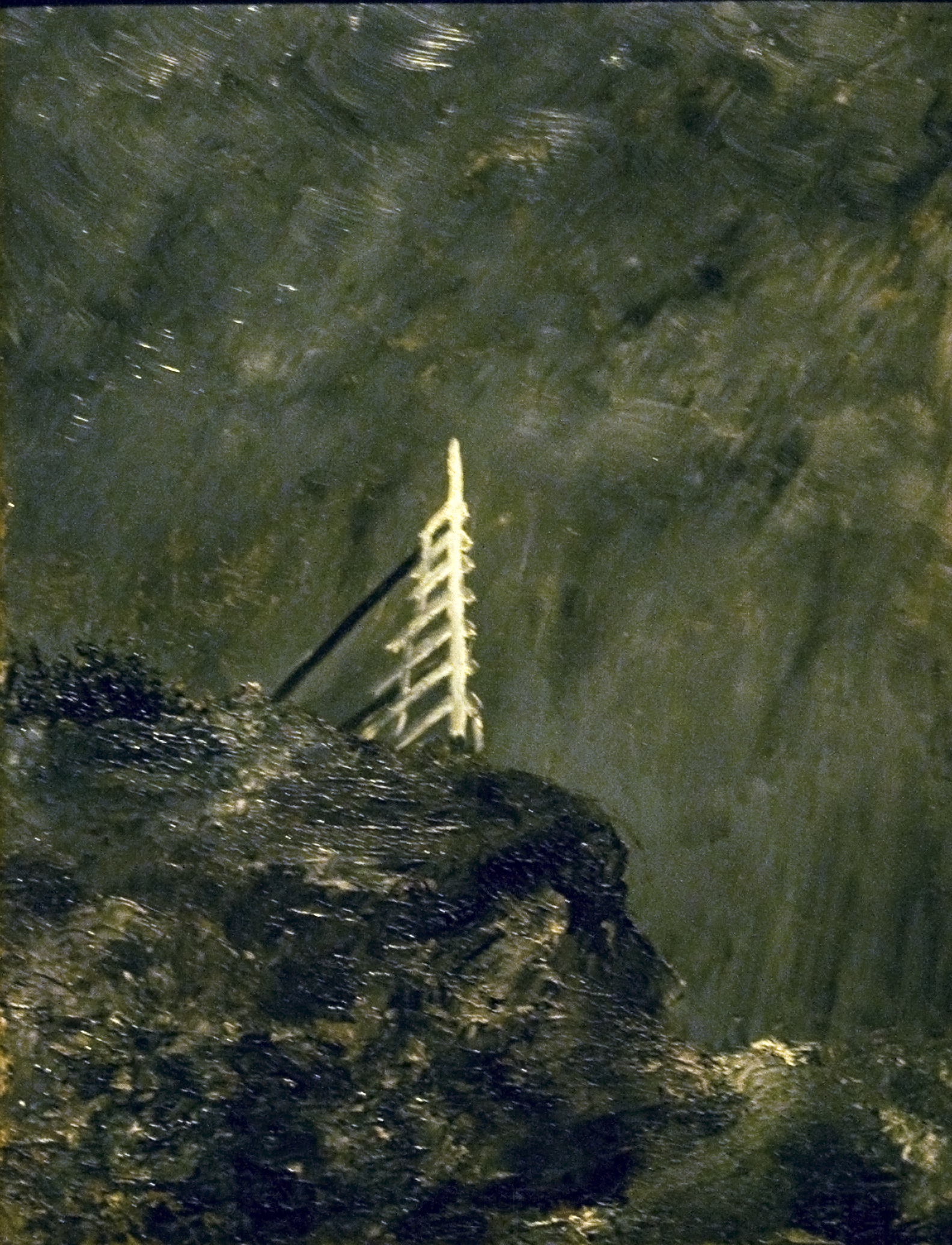
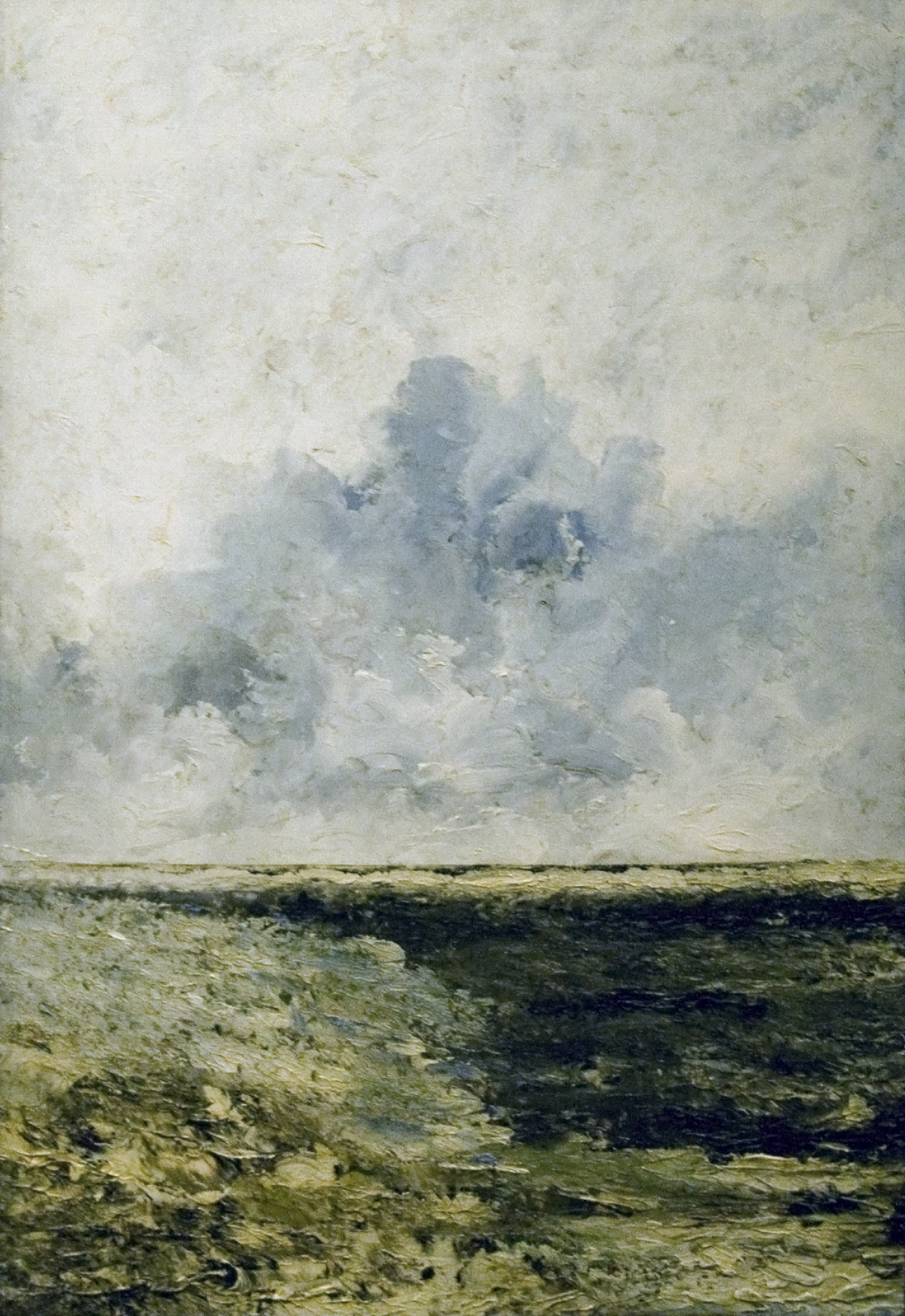
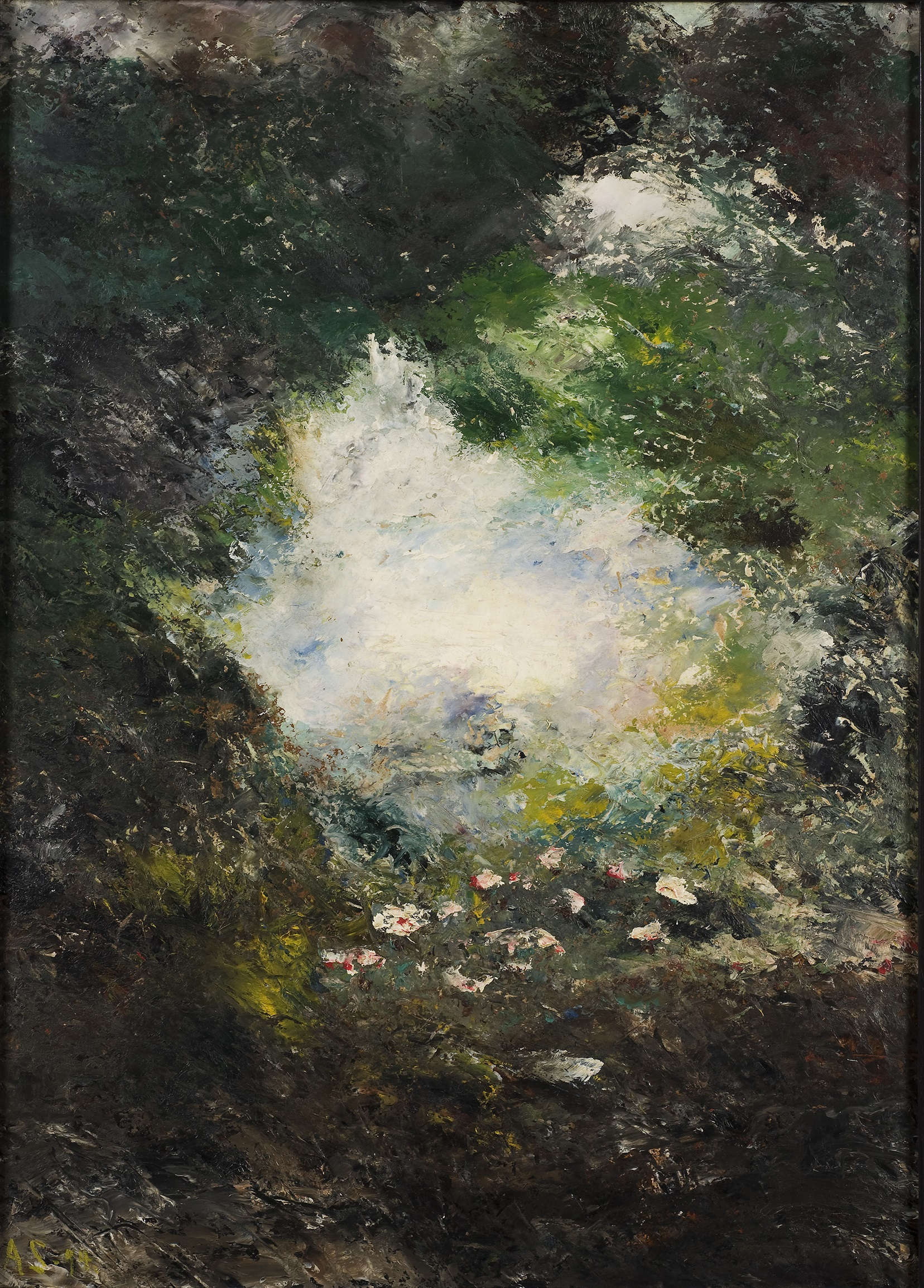

## روابط خارجية
- أوغست ستريندبرغ على موقع IMDb (الإنجليزية)
- أوغست ستريندبرغ على موقع الموسوعة البريطانية (الإنجليزية)
- أوغست ستريندبرغ على موقع ميوزك برينز (الإنجليزية)
- أوغست ستريندبرغ على موقع قاعدة بيانات برودواي على الإنترنت (الإنجليزية)
- أوغست ستريندبرغ على موقع قاعدة بيانات الأفلام السويدية (السويدية)
- أوغست ستريندبرغ على موقع إن إن دي بي (الإنجليزية)
- أوغست ستريندبرغ على موقع ديسكوغز (الإنجليزية)
- أوغست ستريندبرغ على موقع قاعدة بيانات الفيلم (الإنجليزية)

1. Carter, Lawson. A. Zola and the Theatre New Heaven. 1963.
2. Klak, Franklin S. Strindberg: Origim of Psqchology in Modren Drama. New york. 1963.
3. Madsen, Borge, G. Strindbergصs Naturalistic Theatre. Copenhagen, 1962.
4. Mortensen. B. M. and Downs, B. W. Strindberg An Introduction to His Life and Works Cambridge, 1949.
5. Sprigge, Elizabeth. The Strange. Life. Of August Strindberg. New Youk. 1949.